# Nelson Gonçalves
Antônio Gonçalves Sobral, conhecido como Nelson Gonçalves (Sant'Ana do Livramento, 25 de junho de 1919 – Rio de Janeiro, 18 de abril de 1998), foi um cantor e compositor brasileiro. 
Gonçalves é o segundo maior vendedor de discos da história do Brasil, com mais de 79 milhões de cópias vendidas até março de 1998, sendo superado apenas por Roberto Carlos, com mais de 120 milhões. Foi também o artista que mais tempo ficou em uma mesma gravadora: foram 59 anos com a RCA Victor/BMG Brasil. Sua mais lembrada canção é "A Volta do Boêmio" (composição de Adelino Moreira), logo depois "Naquela Mesa" (composição de Sérgio Bittencourt), que chegou a ser primeiro lugar na Bélgica.

## Infância, primeiros empregos e iniciação na música
Nelson é filho de dois imigrantes portugueses: Manuel Gonçalves Sobral (nascido em Trás-os-Montes, tendo chegado ao Brasil em 1902 aos doze anos) e Libânia de Jesus (nascida em Viseu e chegada ao Brasil em 1911, aos dezessete anos). Ambos moravam inicialmente no Rio de Janeiro, onde se conheceram, casaram-se e tiveram o primeiro filho, Joaquim. Trabalhando no ramo dos tecidos, decidem migrar para o Rio Grande do Sul em 1918, buscando melhores oportunidades, e se estabelecem em Sant'Ana do Livramento, na fronteira com o Uruguai, onde Nelson nasceu em 25 de junho de 1919 (o cantor costumava dizer que havia nascido no dia 19 ou ainda em 22 do mesmo mês)
Em 1926, a família transfere-se para São Paulo, mais precisamente para uma casa na rua Almirante Barroso no bairro do Brás).
Matriculado no Liceu Eduardo Prado, que equilibrava disciplinas tradicionais com uma convivência com o mundo rural. Lá, Nelson sofreu bullying dos colegas e golpes de palmatória da professora por sua dificuldade em falar. Num desses castigos, sucumbiu à raiva e jogou um tinteiro na professora, provocando sua expulsão.
Nesta época, passou a ajudar seu pai no sustento do lar, acompanhando-o em praças e feiras onde, enquanto o pai tocava violino, Nelson cantava, agradando os transeuntes e ganhando gorjetas. Para sustentar a família, seu pai também vendia frutas na feira e fazia serviços de pedreiro.
O pai, em dado momento, deixou o trabalho com tecidos para a esposa e foi tentar carreira musical, cantando fados em barbearias e bares. O dinheiro que ganhava, gastava em bebida com seus colegas. Nelson às vezes o acompanhava nos vocais e Manuel chegava até a se fingir de cego para sensibilizar os passantes.
Para ajudar a sustentar o lar, Nelson trabalhou também como vendedor ambulantes de jornais, mecânico, engraxate, polidor e tamanqueiro (atuou como este último por dois anos). Querendo ganhar mais dinheiro e seguir uma profissão, inscreveu-se em concursos de luta e venceu, tornando-se lutador de boxe na categoria peso-médio, recebendo, aos dezesseis anos de idade, o título de campeão paulista de luta. Após o prêmio, só ficou mais um ano lutando, pois queria investir em seu sonho de infância: ser artista.
A real motivação para aprender a boxear, contudo, foi uma vingança: numa certa noite, envolveu-se em uma briga com um guarda de rua que praticava boxe e acabou levando uma surra. Decidido a desafiá-lo para uma revanche, foi praticar a luta antes em uma academia no Brás. O tal segundo embate não aconteceu, pois o guarda abandonou os ringues enquanto Nelson ainda treinava. O cantor, contudo, continuou praticando por dois anos.

## Carreira na música

### Primeiros trabalhos em São Paulo

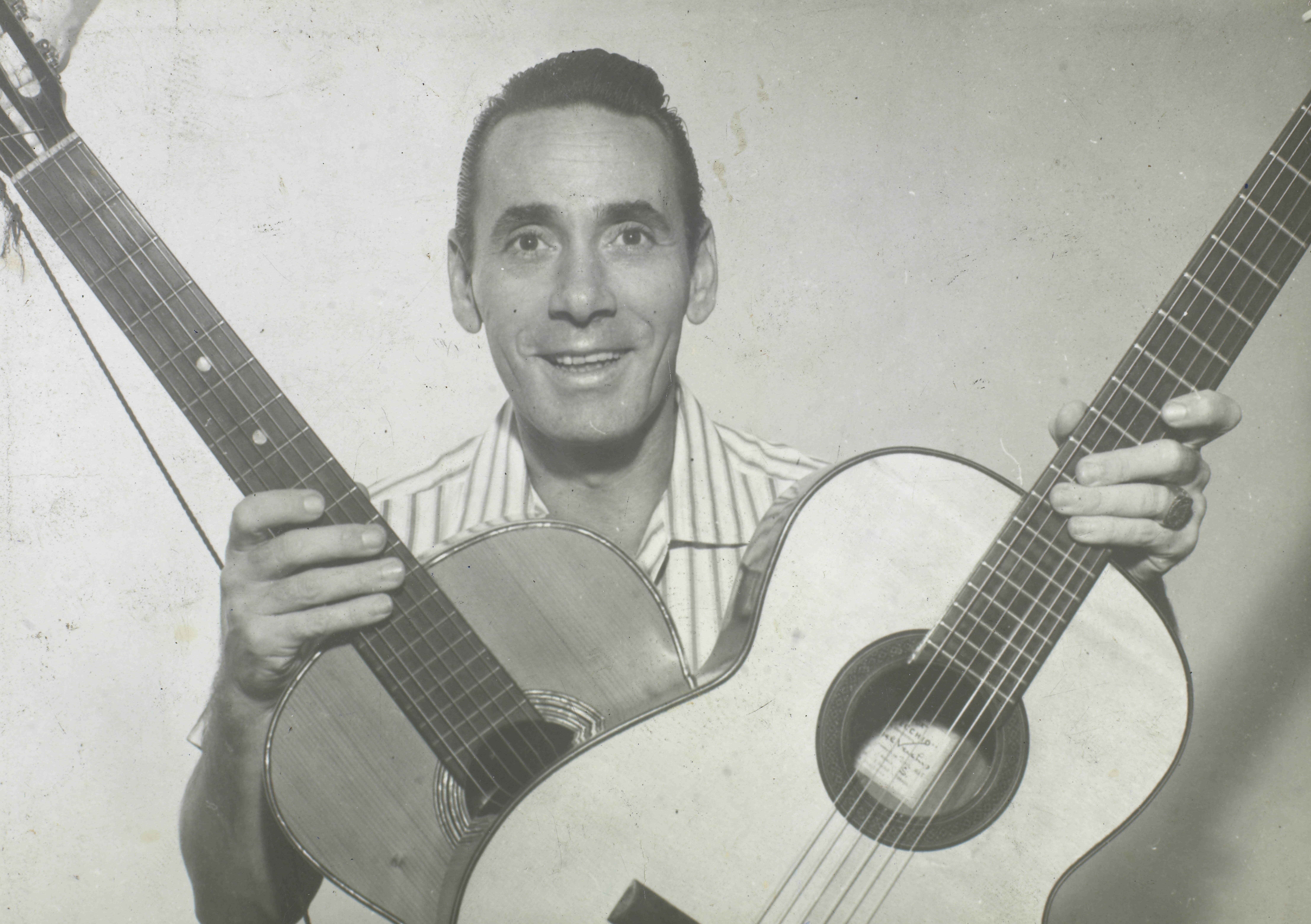
Em 1960

Sua carreira musical começou a se desenhar com as apresentações ao lado do pai, e ganhou certo impulso quando o irmão mais velho abriu um bar/restaurante na esquina da avenida São João com a alameda Nothman, onde a família Gonçalves e outros representantes da música portuguesa no Brasil se apresentavam.
Mesmo com a alcunha de "Metralha", por causa da gagueira, tomou coragem e não se deixou levar pelos preconceitos, e decidiu ser cantor, após deixar os ringues de luta. Em uma de suas primeiras bandas, teve como baterista Joaquim Silva Torres. Foi reprovado duas vezes no programa de calouros de Aurélio Campos. Finalmente foi admitido na rádio PRA-5, mas dispensado logo depois, passando a trabalhar como pedreiro.
Por intermédio da família de Elvira, sua primeira esposa, foi apresentado à cantora Sônia Carvalho, que lhe sugeriu o nome artístico Nelson Gonçalves e lhe entregou uma carta de recomendação para a Rádio São Paulo. Lá, Nelson fez um teste com o maestro Gabriel Migliori e conseguiu um contrato de 300 mil-réis por mês.
Ficou desempregado após o nascimento dos filhos, e após alguns dias procurando, começou a trabalhar como garçom no bar de seu irmão, onde ganhava 65 mil-réis por mês. Outra fonte diz que ele foi trabalhar lá concomitantemente ao trabalho na Rádio São Paulo a convite do irmão. Fato é que Nelson perdeu o emprego na rádio quando eclodiu a Segunda Guerra Mundial — os executivos demitiram todos os artistas por incerteza quanto ao futuro.

### Mudança para o Rio e primeiras gravações
Em 1941, em busca de uma vida melhor, partiu com a esposa e os filhos para o Rio de Janeiro, onde trilhou mais uma vez o caminho dos programas de calouros, apresentando-se em diversas emissoras. Foi reprovado novamente na maioria deles, inclusive no de Ary Barroso, que o aconselhou a desistir e voltar aos ringues. Mesmo muito desolado, não desistiria fácil do seu sonho de ser cantor. Nelson chegou a dormir nas pedras do quebra-mar da Praia do Flamengo em alguns momentos pela falta de dinheiro. Em duas semanas, decidiu voltar a São Paulo.
Voltou a atender no bar do irmão e tentava a sorte cantando em outros boates e clubes do bairro. Um dia, os compositores Orlando Monello e Osvaldo França lhe ofereceram duas composições deles ("Se Eu Pudesse um Dia" e "Os Anos Carregam") para que ele gravasse um acetato na Rádio Record que seria oferecido a Vicente Caccere, dono de uma loja de discos da RCA Victor em São Paulo. Gostasse ele do trabalho, ele recomendaria Nelson à gravadora e compraria 500 cópias para sua loja - o que acabou se concretizando.
Enquanto isso, nas horas vagas, começou a cantar por conta própria em bares, conseguindo gorjetas. Voltou a tentar se apresentar em programas de calouro, sendo enfim aprovado. Foi chamado para gravar um disco de 78 rotações, que foi bem recebido pelo público.
Nelson voltou ao Rio para conversar com a RCA Victor. Sua gagueira causou má impressão, mas Benedito Lacerda preparou um teste para ele e ficou muito impressionado com o desempenho do jovem. Assim, Nelson entrou em estúdio em 4 de agosto de 1941 para gravar seus dois primeiros discos: "Se Eu Pudesse um Dia" / "Sinto-me Bem" e "Formosa Mulher" / "A Mulher dos Meus Sonhos". No mês seguinte, por intermédio de Carlos Galhardo, Nelson foi contratado pela Rádio Mayrink Veiga a 600 mil-réis mais 100 réis por disco vendido, iniciando uma carreira de ídolo do rádio nas décadas de 40 e 50, da escola dos grandes, discípulo de Orlando Silva e Francisco Alves.
Aclamado pela crítica, Nelson lançou outros dois discos em 1941: "Quem Fala É o Coração" / "Fingiu que Não Me Viu" e "Podia Ser Pior" / "Baianinha". Em dezembro, levou os pais, a esposa e a filha para morar com ele no Rio em uma casa compartilhada com um casal na Rua Pedro Américo. Os pais acabaram voltando para São Paulo acompanhados da filha Marilene e em 17 de fevereiro de 1942 nasceu o segundo filho de Nelson: Nélson Antonio Gonçalves. Depois, a família mudou-se para outra casa compartilhada: um sobrado na Rua Paissandu, onde Nelson ocupava o andar superior.

### Auge

Wilson Batista, Nelson Gonçalves, César Ladeira e Jorge de Castro

O cantor se estabeleceu como nome de sucesso na música brasileira, sendo requisitado em boates, rádios e turnês. Em 1942, gravou vinte músicas distribuídas em dez discos.
Alguns de seus grandes sucessos dos anos 40 foram "Maria Bethânia" (Capiba), "Normalista" (Benedito Lacerda / Davi Nasser), "Caminhemos" (Herivelto Martins), "Renúncia" (Roberto Martins / Mário Rossi) e muitos outros. Maiores ainda foram os êxitos na década de 50, que incluem "Última Seresta" (Adelino Moreira / Sebastião Santana), "Meu Vício É Você" e a emblemática "A Volta do Boêmio" (ambas de Adelino Moreira).
Foi crooner do Cassino Copacabana (do Hotel Copacabana Palace). O trabalho lhe rendia 9 contos de réis, o que lhe permitiu se mudar para a Rua Gustavo Sampaio, no Leme.
Em 1952, iniciou uma bem-sucedida parceria com Adelino Moreira Em 1955, o então interventor e governador de São Paulo, Ademar de Barros, que planejava concorrer à presidência da república contra Juscelino Kubitschek, procurou por Nelson para gravar uma música denominada "Esperança do Brasil". Nelson aceitou, mas não quis que seu nome aparecesse; assim, a canção foi creditada a "Quincas Gonçalves" — nome de seu irmão.
Na década de 50, além de shows em todo o Brasil, chegou a se apresentar em países como Uruguai, Argentina e Estados Unidos, no Radio City Music Hall. Após essa última apresentação, Frank Sinatra e disse que "sua voz é uma das melhores vozes que ouvi até hoje".
Paulo César de Araújo relata em seu livro Eu Não Sou Cachorro Não, sobre o significado da música "brega" no Brasil, um episódio de 1966 em que Nelson, já com mais de 25 anos de carreira na música, foi rejeitado pelo Museu da Imagem e do Som do Rio de Janeiro, que gravava depoimentos com artistas da música popular, cujo foco se deu em "personagens da velha guarda ligados à 'tradição': João da Baiana, Donga, Pixinguinha, Heitor dos Prazeres, Ataulfo Alves", apesar de chamar o jovem Chico Buarque, então com 22 anos. "(...) julgaram que a produção musical do cantor [Nelson Gonçalves] não justificava a gravação de seu depoimento naquela instituição" (ARAÚJO, 2002, p. 191).  Magoado, anos mais tarde, quando o MIS quis ouvi-lo, Nelson recusou-se a deixar depoimento.
Segundo Araújo (2002, p. 191):
Citação: Este episódio envolvendo Nelson Gonçalves e o MIS é mais um exemplo da dificuldade que um artista popular não totalmente identificado à “tradição” ou à “modernidade” encontra para ser “enquadrado” na memória da música popular brasileira. Afinal, o intérprete de A volta do boêmio nunca esteve identificado à “modernidade”, pois, ao contrário de artistas como Dick Farney e Johnny Alf, ele nunca revelou influências do jazz; como também nunca esteve totalmente identificado à “tradição”, visto que os seus sambas-canções, em grande parte de autoria do compositor Adelino Moreira, eram considerados abolerados, descaracterizados ou simplesmente de mau gosto.

### Período pós-vício
Mesmo após seus problemas com drogas, continuou gravando regularmente nos anos 70, 80 e 90, reafirmando a posição entre os recordistas nacionais de vendas de discos. Além dos eternos antigos sucessos, Nélson Gonçalves sempre se manteve atento a novos compositores, e chegou a gravar canções de Ângela Rô Rô ("Simples Carinho"), Kid Abelha ("Nada por Mim"), Legião Urbana ("Ainda É Cedo") e Lulu Santos ("Como uma Onda"). Gravou "A Deusa do Amor", que está no álbum Nós, em parceria com Lobão, em 1987, tocando com ele essa música no Globo de Ouro em 1988. Também fez dueto em 1987 com Chico Buarque, na música "Valsinha" (Composição de Vinicius de Moraes e Chico Buarque).
Ganhador de um prêmio Nipper da RCA, dado aos que permanecem muito tempo na gravadora, sendo somente Elvis Presley o outro agraciado. Durante sua carreira, gravou mais de duas mil canções, 183 discos em 78 rpm, 128 álbuns, vendeu cerca de 75 milhões de discos, ganhou 38 discos de ouro e 20 de platina.

## Vida pessoal

### Casamentos e outros relacionamentos
Em 1939, aos 20 anos (outra fonte diz que foi aos 19), casou-se com sua noiva, Elvira Molla, paulistana de família de operários, descendente de italianos. Com ela, teve um casal de filhos: Marilene Molla Gonçalves e Nelson Antônio Molla Gonçalves. No final dos anos 40, o casamento estava abalado e ela se mudou para São Paulo.
Sozinho no Rio, Nelson passou a acompanhar os malandros na Lapa e conheceu Vera Alves Guimarães (conhecida como Betty White), cantora que não se sentiu correspondida e acabou se suicidando em 15 de abril de 1946.
Em 1952, conheceu a cantora Lourdinha Bittencourt, com quem teve uma conturbada relação que se encerraria em 1959 por conta de seu vício.

### Vício em cocaína
Nelson experimentou cocaína em 1956, ao retornar de uma turnê em Minas Gerais que o deixou exausto. Um conhecido lhe ofereceu a droga e Nelson se rendeu à sensação de euforia que o pó causava. De 1958 a 1966, sua vida desandou. Lourdinha o deixou e o cantor ouvia comentários jocosos durante suas apresentações. A imprensa sensacionalista, que descobrira seu vício por meio de Lourdinha, explorava ao máximo a desgraça do cantor, encontrando mais lenha para a fogueira no dia em que ele agrediu uma amante sua, a bailarina Nanci Montez.
Em 1964, mudou-se para São Paulo com a nova companheira, Maria Luísa, e os filhos Ricardo e Jaime. Lá, foi preso em flagrante em 8 de maio de 1966 (no momento da prisão, por porte de drogas, é agredido verbal e fisicamente pelos policiais, que também vandalizaram sua casa, quebrando vários objetos), e passou um mês na Casa de Detenção, o que lhe trouxe problemas pessoais e profissionais. Por todo esse tempo, sua esposa o visitou no presídio, juntando economias dela e do marido, que pagavam o tratamento de Nelson e também seu advogado. Após este período, foi a julgamento e provou sua inocência — segundo ele, um traficante de quem parou de comprar o denunciara como retaliação, informando à polícia que Nelson mantinha 1 kg de cocaína em casa para fins de tráfico.
Após sair da cadeia, internou-se numa casa de saúde e, depois, enfrentou quatro meses de abstinência em casa, isolado em seu quarto. Deixou a cocaína, mas não o cigarro, o que possivelmente afetou seu sistema respiratório e lhe causou dois enfartes — o último, definitivo.
Em 1973, conseguiu abandonar de vez seu vício, sempre com o apoio de sua mulher e de seus filhos. Totalmente recuperado, retomou sua carreira, cada vez mais bem sucedida.

## Morte
Nelson Gonçalves passou seus últimos anos de vida residindo em Niterói. Nesta cidade, chegou a ser internado no hospital Procordis, em 1996, para o tratamento de distúrbios causados por uma enfisema pulmonar. Morreu em 18 de abril de 1998, devido a um infarto agudo do miocárdio, no apartamento de sua filha Marilene no Rio de Janeiro, enquanto a visitava. Encontra-se sepultado no Cemitério de São João Batista, na capital fluminense.

## Homenagens
No seu centenário, em 2019, os Correios lançaram um selo em sua homenagem. A prefeitura de Resende, através da Fundação Casa da Cultura Macedo Miranda, o recordou com edição do projeto ‘Arte na Capa’, no Museu da Imagem e do Som da cidade, e com o show "Nelson Gonçalves 100 Anos", na Praça do Centenário.  A Câmara dos Deputados realizou sessão solene em razão da data. Também foi lembrado com o musical "Nelson Gonçalves, o Amor e o Tempo", no Teatro Clara Nunes.  35 discos de Gonçalves foram disponibilizados em streaming pela Sony Music Brasil.

## Dramatizações
A vida de Nélson Gonçalves teve sua biografia dramatizada nas seguintes obras:
- Na década de 90, foi encenado nas principais capitais do país o musical Metralha.[55]
- Em 2001, foi lançado o documentário Nélson Gonçalves, contando a sua trajetória, com direção de Elizeu Ewald e protagonizado por Alexandre Borges e Júlia Lemmertz, e tendo a sua filha Margareth Gonçalves como produtora executiva.[55]
- Nelson Gonçalves, o Amor e o Tempo, musical estreado em junho de 2019, com texto de Gabriel Chalita, direção de Tânia Nardini, direção musical de Tony Lucchesi, cenografia de Doris Rollemberg e figurinos de Fause Haten. Guilherme Logullo e Jullie interpretaram Nelson.

## Discografia
Fontes:

### Álbuns dos anos 40
| Ano  | Álbum                                           | Discografia | Formato |
| ---- | ----------------------------------------------- | ----------- | ------- |
| 1941 | Se eu Pudesse um Dia/Sinto-me Bem               | Victor      | 78 RPM  |
| 1941 | Formosa Mulher/A Nulher dos Sonhos Meus         | Victor      | 78 RPM  |
| 1941 | Fingiu que não me Viu/Quem Fala é o Coração     | Victor      | 78 RPM  |
| 1942 | Podía ser Pior/Baianinha                        | Victor      | 78 RPM  |
| 1942 | Os Anos Carregaram/Dorme que eu Velo por Ti     | Victor      | 78 RPM  |
| 1942 | Madrugada                                       | Victor      | 78 RPM  |
| 1942 | Quem Mente Perde a Razão/Saudade que Maltrata   | Victor      | 78 RPM  |
| 1942 | Isso Aqui tem Dono/Renúncia                     | Victor      | 78 RPM  |
| 1942 | Ingrata/Ninguém vem Ouvir os Meus Ais           | Victor      | 78 RPM  |
| 1942 | Marilu/Deusa do Maracanã                        | RCA Victor  | 78 RPM  |
| 1942 | O Homem da Capa Preta/Põe a Mão na Consciência  | RCA Victor  | 78 RPM  |
| 1942 | Diga/A Mulher do seu José                       | RCA Victor  | 78 RPM  |
| 1942 | O Coração Reclama/Ai, Ai, Amor                  | RCA Victor  | 78 RPM  |
| 1942 | Não tenho Queixa/Renúncia                       | RCA Victor  | 78 RPM  |
| 1942 | Vem Surgindo a Avenida/O Diabo da Mulher        | RCA Victor  | 78 RPM  |
| 1943 | Solidão/A Saudade é um Compasso Demais          | RCA Victor  | 78 RPM  |
| 1943 | A V0alsa de Maria/Olhos Negros                  | RCA Victor  | 78 RPM  |
| 1943 | Cruz da Desilusão/Foi Tudo Ilusão               | RCA Victor  | 78 RPM  |
| 1943 | Volta/Perfeitamente                             | RCA Victor  | 78 RPM  |
| 1943 | Noite de Lua/Não Sou Feliz nos Amores           | RCA Victor  | 78 RPM  |
| 1943 | Sempre em meu Coração/Ai, Amor                  | RCA Victor  | 78 RPM  |
| 1943 | Quando a Saudade Vier/Mãe Maria                 | RCA Victor  | 78 RPM  |
| 1943 | Brasil, Coração da Gente/Meu Barco é Veleiro    | RCA Victor  | 78 RPM  |
| 1943 | Eu Jurei/Vai, Amor                              | RCA Victor  | 78 RPM  |
| 1943 | Sabiá de Mangueira/Quase Louco                  | RCA Victor  | 78 RPM  |
| 1944 | Tudo é Nostalgia/Queira Deus                    | RCA Victor  | 78 RPM  |
| 1944 | Dos meus Braços tu não Sairás/Saudades do Rio   | RCA Victor  | 78 RPM  |
| 1944 | Nossa Comédia/Casa de Sopapo                    | RCA Victor  | 78 RPM  |
| 1944 | Nadir/Primeira Mulher                           | RCA Victor  | 78 RPM  |
| 1944 | Uno/Ela me Beijou                               | RCA Victor  | 78 RPM  |
| 1944 | Lágrima Sentida/Eu Quero te ver Morena          | RCA Victor  | 78 RPM  |
| 1944 | Eu não Posso Viver sem Mulher/No Céu é Assim    | RCA Victor  | 78 RPM  |
| 1944 | Que Bom vai Ser!                                | RCA Victor  | 78 RPM  |
| 1944 | Não Agüento Mais                                | RCA Victor  | 78 RPM  |
| 1944 | Não Fique Louco/Covarde                         | RCA Victor  | 78 RPM  |
| 1944 | São Jorge/Meu Perdão não Terás                  | RCA Victor  | 78 RPM  |
| 1945 | Falsos Poemas/Tudo em Vão                       | RCA Victor  | 78 RPM  |
| 1945 | Voltarás/Valsa de Quem não tem Amor             | RCA Victor  | 78 RPM  |
| 1945 | Santa/Sempre Juntos                             | RCA Victor  | 78 RPM  |
| 1945 | Meus Amores/Aquela Mulher                       | RCA Victor  | 78 RPM  |
| 1945 | Silêncio/Maria Betânia                          | RCA Victor  | 78 RPM  |
| 1945 | Alma que Chora/É Sempre Bom                     | RCA Victor  | 78 RPM  |
| 1945 | Tenho Outra em seu Lugar/Como Sofre essa Mulher | RCA Victor  | 78 RPM  |
| 1945 | Se Você Quer Deixar o meu Lar/Direito de Amar   | RCA Victor  | 78 RPM  |
| 1945 | Segure no meu Braço                             | RCA Victor  | 78 RPM  |
| 1945 | Quando é Noite de Lua                           | RCA Victor  | 78 RPM  |
| 1945 | Menina-dos-olhos/Até que Enfim, Favela          | RCA Victor  | 78 RPM  |
| 1945 | Dor da Saudade/Pela Primeira Vez                | RCA Victor  | 78 RPM  |
| 1945 | Espanhola/Puxa os Cabelos Dela                  | RCA Victor  | 78 RPM  |
| 1946 | A Você/Acabou-se o Confete                      | RCA Victor  | 78 RPM  |
| 1946 | Seus Olhos na Canção/Coração                    | RCA Victor  | 78 RPM  |
| 1946 | História Joanina/Última Estrofe                 | RCA Victor  | 78 RPM  |
| 1946 | Cem Anos Atrás/Posso Sim                        | RCA Victor  | 78 RPM  |
| 1946 | Conselho/Pelas Lágrimas                         | RCA Victor  | 78 RPM  |
| 1946 | A Valsa do Amor/Mais uma Vez                    | RCA Victor  | 78 RPM  |
| 1946 | Não me Olhe Assim/A Alma do Tutu                | RCA Victor  | 78 RPM  |
| 1946 | Muitos Amores/Pode Ir                           | RCA Victor  | 78 RPM  |
| 1946 | Ladrãozinho/Lamento                             | RCA Victor  | 78 RPM  |
| 1946 | Odalisca/Rosália                                | RCA Victor  | 78 RPM  |
| 1946 | O Relógio da Central/A Rainha do Mar            | RCA Victor  | 78 RPM  |
| 1946 | Teu Retrato/Dona Rosa                           | RCA Victor  | 78 RPM  |
| 1947 | Ciúme/Sapoti                                    | RCA Victor  | 78 RPM  |
| 1947 | Segredo/Marina                                  | RCA Victor  | 78 RPM  |
| 1947 | Minha Revelação/Voltei à Residência             | RCA Victor  | 78 RPM  |
| 1947 | Morena Cor de Canela/Que Será de Nós            | RCA Victor  | 78 RPM  |
| 1947 | Não Sei Porquê                                  | RCA Victor  | 78 RPM  |
| 1947 | As Covinhas de Iaiá                             | RCA Victor  | 78 RPM  |
| 1947 | Bem-te-vi                                       | RCA Victor  | 78 RPM  |
| 1947 | Adeus Dona Folia                                | RCA Victor  | 78 RPM  |
| 1947 | Princesa de Bagdad/Perdôo, Sim                  | RCA Victor  | 78 RPM  |
| 1947 | Minha Morena/Tormento                           | RCA Victor  | 78 RPM  |
| 1947 | Foi Você/Pepita                                 | RCA Victor  | 78 RPM  |
| 1949 | Normalista/Quem Será                            | RCA Victor  | 78 RPM  |
| 1949 | Você é Quem Pensa/Quando Voltares...            | RCA Victor  | 78 RPM  |
| 1949 | Serpentina/Tanto Bate até que Fura              | RCA Victor  | 78 RPM  |
| 1949 | A Hora é Boa/Meu Castigo                        | RCA Victor  | 78 RPM  |

### Álbuns dos anos 50
| Ano  | Álbum                                                                    | Discografia | Formato   |
| ---- | ------------------------------------------------------------------------ | ----------- | --------- |
| 1950 | Ave-Maria no Morro/Só Eu                                                 | RCA Victor  | 78 RPM    |
| 1950 | Amigo/Mulheres de Ninguém                                                | RCA Victor  | 78 RPM    |
| 1950 | Bons Tempos Aqueles/Mensageira Dileta                                    | RCA Victor  | 78 RPM    |
| 1950 | Restinho de Amor/A Beleza dos Meus Olhos                                 | RCA Victor  | 78 RPM    |
| 1950 | Toureiro/Dama, Valete e Rei                                              | RCA Victor  | 78 RPM    |
| 1950 | Ai, Morena                                                               | RCA Victor  | 78 RPM    |
| 1950 | Arrependida (Com Trio de Ouro)/Se Ela Perguntar por Mim                  | RCA Victor  | 78 RPM    |
| 1951 | Nem Coberta de Ouro/Fala por Mim, Violão                                 | RCA Victor  | 78 RPM    |
| 1951 | Vem, Amor/Eu Sei                                                         | RCA Victor  | 78 RPM    |
| 1951 | Sem o teu Amor/Onde Estava Eu ?                                          | RCA Victor  | 78 RPM    |
| 1951 | Ela tem que se Humilhar/Amor Perfeito                                    | RCA Victor  | 78 RPM    |
| 1951 | Nem o Chope/Perambulando                                                 | RCA Victor  | 78 RPM    |
| 1951 | Confete Dourado/Desprezado                                               | RCA Victor  | 78 RPM    |
| 1952 | Tudo Menos Carinho/Comentário                                            | RCA Victor  | 78 RPM    |
| 1952 | Ficarás/Minha Dor                                                        | RCA Victor  | 78 RPM    |
| 1952 | Vai meu Baião/Cada um com seu Amor                                       | RCA Victor  | 78 RPM    |
| 1952 | Meu Sonho de Amor (Violino Triste)/Última Seresta                        | RCA Victor  | 78 RPM    |
| 1952 | Sempre Vivemos em Paz/Arrependimento                                     | RCA Victor  | 78 RPM    |
| 1952 | Telefonista/Quem Tem                                                     | RCA Victor  | 78 RPM    |
| 1952 | Redoma de Vidro/A Média Luz                                              | RCA Victor  | 78 RPM    |
| 1952 | Sereno                                                                   | RCA Victor  | 78 RPM    |
| 1952 | O Terceiro Homem/Minha Linda Hindu                                       | RCA Victor  | 78 RPM    |
| 1952 | Madrileña/De Braço com Outro                                             | RCA Victor  | 78 RPM    |
| 1952 | Simbad, o Marujo/Salve a Viúva                                           | RCA Victor  | 78 RPM    |
| 1953 | Tantos Anos/A Camisola do Dia                                            | RCA Victor  | 78 RPM    |
| 1953 | Só Vejo Você/Louquinho pra Casar                                         | RCA Victor  | 78 RPM    |
| 1953 | Sempre é Carnaval/Manicure                                               | RCA Victor  | 78 RPM    |
| 1953 | Datilógrafa/Brinquei com o Amor                                          | RCA Victor  | 78 RPM    |
| 1954 | Suplício/Se Eu Fosse Getúlio                                             | RCA Victor  | 78 RPM    |
| 1954 | Treze Listas/Porque Amo São Paulo                                        | RCA Victor  | 78 RPM    |
| 1954 | Carlos Gardel/Francisco Alves                                            | RCA Victor  | 78 RPM    |
| 1954 | Profeta/Hoje, Quem Sou                                                   | RCA Victor  | 78 RPM    |
| 1954 | Como eu Previa/Que Importa                                               | RCA Victor  | 78 RPM    |
| 1954 | Fume um Cigarro-Fumei                                                    | RCA Victor  | 78 RPM    |
| 1954 | Quatro Amores/Estudante                                                  | RCA Victor  | 78 RPM    |
| 1954 | Tô Sentindo uma Coisa                                                    | RCA Victor  | 78 RPM    |
| 1954 | Lança-perfume/Ouro em Pó                                                 | RCA Victor  | 78 RPM    |
| 1955 | Hoje Quem Paga Sou Eu/Enfermeira                                         | RCA Victor  | 78 RPM    |
| 1955 | Seu Nome não é Maria/Tortura Mental                                      | RCA Victor  | 78 RPM    |
| 1955 | Nem por Compaixão/Escrava da Saudade                                     | RCA Victor  | 78 RPM    |
| 1955 | O que é que Eu vou Dizer                                                 | RCA Victor  | 78 RPM    |
| 1955 | Italiana                                                                 | RCA Victor  | 78 RPM    |
| 1955 | Meu Vício é Você/Esta Noite me Embriago                                  | RCA Victor  | 78 RPM    |
| 1955 | Todo Vedete/Linda Romana                                                 | RCA Victor  | 78 RPM    |
| 1955 | Canção do Rouxinol/Natal Branco                                          | RCA Victor  | 78 RPM    |
| 1956 | Vermelho Vinte e Sete/Lençol de Linho                                    | RCA Victor  | 78 RPM    |
| 1956 | Mande Notícias/Estrelas na Lama                                          | RCA Victor  | 78 RPM    |
| 1956 | Nossa Senhora das Graças/Dolores Sierra                                  | RCA Victor  | 78 RPM    |
| 1956 | Amarga Confissão/Nasci para o Samba                                      | RCA Victor  | 78 RPM    |
| 1956 | Quatro Fantasías                                                         | RCA Victor  | 78 RPM    |
| 1956 | Saudade                                                                  | RCA Victor  | 78 RPM    |
| 1956 | Casamento é Loteria/Vou pra Goiás                                        | RCA Victor  | 78 RPM    |
| 1956 | Grilo Seresteiro/Fracassei                                               | RCA Victor  | 78 RPM    |
| 1956 | Meu Desejo/A Volta Do Boêmio                                             | RCA Victor  | 78 RPM    |
| 1956 | Noel Rosa na Voz Romântica de Nelson Gonçalves ou Nelson Interpreta Noel | RCA Victor  | LP-10"    |
| 1956 | O Tango na Voz de Nelson Gonçalves                                       | RCA Victor  | LP-10"    |
| 1957 | Pensando em Ti/Nega manhosa                                              | RCA Victor  | 78 RPM    |
| 1957 | Que me Importa/História da Lapa                                          | RCA Victor  | 78 RPM    |
| 1957 | Lili Analfabeta/Boêmia                                                   | RCA Victor  | 78 RPM    |
| 1957 | Arlequim/Depois que a Saudade Passou                                     | RCA Victor  | 78 RPM    |
| 1957 | Escultura/Silêncio da Seresta                                            | RCA Victor  | 78 RPM    |
| 1957 | Caminhemos                                                               | RCA Victor  | LP-10"    |
| 1957 | Pensando em Ti                                                           | RCA Victor  | LP-10"    |
| 1958 | Atiraste uma Pedra/Nova Copacabana                                       | RCA Victor  | 78 RPM    |
| 1958 | Prece ao Sol/Se Ninguém te Ama                                           | RCA Victor  | 78 RPM    |
| 1958 | Deixe que Ela se Vá/Destino                                              | RCA Victor  | 78 RPM    |
| 1958 | Êxtase/Deusa do Asfalto                                                  | RCA Victor  | 78 RPM    |
| 1958 | Buquê de Melodías                                                        | RCA Camden  | CD/LP-12" |
| 1958 | Escultura                                                                | RCA Victor  | CD/LP-12" |
| 1959 | O Preço da Glória/Noite de Insônia                                       | RCA Victor  | 78 RPM    |
| 1959 | Meu Triste Long-Play/Revolta                                             | RCA Victor  | 78 RPM    |
| 1959 | Mariposa/Argumento                                                       | RCA Victor  | 78 RPM    |
| 1959 | Nosso Amor/O que Passou, Passou                                          | RCA Victor  | 78 RPM    |
| 1959 | Nelson Gonçalves em Hi-Fi                                                | RCA Victor  | CD/LP-12" |
| 1959 | Êxtase                                                                   | RCA Victor  | CD/LP-12" |

### Álbuns a partir dos anos 60
| Ano  | Álbum                                       | Formato |
| ---- | ------------------------------------------- | ------- |
| 1965 | Dos Meus Braços Tu Não Sairás               | LP      |
| 1966 | Nelson Gonçalves a Pedidos                  | LP      |
| 1967 | A Volta do Boêmio                           | CD/LP   |
| 1967 | Pensando em Ti                              | LP      |
| 1968 | Fala por Mim, Violão                        | LP      |
| 1969 | A Volta do Boêmio VOL. 2                    | LP      |
| 1989 | Nelson Gonçalves & Convidados               | CD      |
| 1993 | Mensagem - Isaura Garcia e Nelson Gonçalves | CD      |
| 1994 | Acervo - Nelson Gonçalves                   | CD      |
| 1996 | 50 Anos de Boemia VOL. I                    | CD      |
| 1996 | 50 Anos de Boemia VOL. II                   | CD      |
| 1996 | 50 Anos de Boemia VOL. III                  | CD      |
| 1998 | O Rei do Rádio                              | CD      |
| 1998 | Seleção de Ouro                             | CD/LP   |
| 1998 | Seleção de Ouro Nº 3                        | CD/LP   |
| 2002 | O Inesquecível                              | CD      |
| 2003 | Bacharel do Samba                           | CD      |
| 2003 | Sempre No Meu Coração                       | CD      |
| 2004 | Nelson: Moderno e Eterno                    | CD      |
| 2005 | Maxximum: Nelson Gonçalves                  | CD      |